# Пеями Сафа
Пеями Сафа (на турски: Peyami Safa) е турски журналист, драматург и писател на произведения в жанра драма, криминален роман, исторически роман, детска литература и документалистика. Пише и под псевдонима Сервер Беди (Server Bedi).

## Биография и творчество
Пеями Сафа е роден на 2 април 1899 г. в Истанбул, Турция. Син е на известния поет Исмаил Сафа. Има по-голям брат. През 1900 г. баща му е заточен със семейството в Сивас, където умира на следващата година. Семейството се връща в Истанбул, където учи в гимназия Вефа. Започва да пише стихове и разкази на 13-годишна възраст.
През 1914 г. кандидатства за театъра, но не може да продължи поради липса на средства. Прекъсва образованието си, но през целия си живот не спира да се образова сам. Същата година е публикуван сборникът му с разкази „Училищни мемоари. Кралят на мрака“. Започва да работи за кратко в „Кетон прес“, после в офиса на „Пост телеграф“ като държавен служител. В периода 1917 – 1918 г. работи като учител. От 1918 г. до края на живота си като журналист в различни вестници, понякога като колумнист. Заедно с брат си Илхами издава собствен вечерен вестник на име „Двадесети век“. През следващите години той публикува три литературни периодични издания. Прави и преводи.
Първият му криминален роман е публикуван през 1922 г. под псевдонима Сервер Беди. По примера на писателя Морис Льоблан и неговия герой Арсен Люпен, създава поредицата за джентълмена крадец Рекай.
През 1923 г. са издадени романите му „Şimşek“ и „Sözde Kızlar“. Романът му „Sözde Kızlar“ е екранизиран през 1924 г.
В следващите години издава множество романи. В тях развива темите за упадъка на обществения морал, за колебанията, породени от навлизането на модернизма, за противоречията между отделните социални слоеве и между различните поколения.
Романът му „Фатих-Харбие“ от 1931 г. проследява влиянието на западната култура върху взаимоотношенията в турското общество, появило се в периода след Танзимата. Той е екранизиран в популярния сериал „Двете лица на Истанбул“ от 2013 г.
Много от произведенията му са публикувани серийно във вестниците, сред тях в „Джумхуриет“ и „Милиет“.
Пеями Сафа умира от инсулт на 15 юни 1961 г. в Истанбул.

## Произведения
частично представяне

### Самостоятелни романи
- Şimşek (1923)
- Sözde Kızlar (1923)
- Mahşer (1924)
- Bir Akşamdı (1924)
- Süngülerin Gölgesinde (1924)
- Bir Genç Kız Kalbinin Cürmü (1925)
- Cânân (1925)
- Dokuzuncu Hariciye Koğuşu (1930)
- Fatih-Harbiye (1931)
Фатих-Харбие, изд. „Прометей-И.Л.“ (2015), прев. Семра Ахмед
- Atilla (1931)
- Bir Tereddüdün Romanı (1933)
- Matmazel Noraliya'nın Koltuğu (1949)
- Yalnızız (1951)
- Biz İnsanlar (1959)

Други издадени на български език
- Храмът на болката, изд. „Прометей“ (2016), прев. Семра Ахмед

### Серия „Рекай“ (Cingöz Recai)
- Hey Kahpe Dünya (1922)
- Cingöz Tehlikede (1924)
- Cingöz'ün Esrarı (1925)
- Elmaslar İçinde (1944)
- Tiyatro Baskını (1944)
- Mişon'un Definesi (1944)
- Esrarlı Köşk (1944)
- Sherlock Holmes İstanbul'da (1944)
- Şeytani Tuzak (1944)
- Cingöz Kafeste (1944)
- Zeyrek Cinayeti ()
- Kaybolan Adam (1944)

### Други криминални романи
- Arsen Lüpen İstanbul'da (1935)
- Sultan Aziz'in Mücevherleri (1959)
- Kral Faruk'un Elmasları (1955)

### Пиеси
- Gün Doğuyor (1932)

### Екранизации
- 1924 Sözde Kizlar
- 1954 Cingöz Recai
- 1960 Cumbadan rumbaya
- 1967 Dokuzuncu hariciye kogusu
- 1968 Sözde kizlar
- 1968 Sabahsiz geceler
- 1968 Alnimin kara yazisi
- 1969 Cingöz Recai
- 1985 Dokuzuncu hariciye kogusu – ТВ минисериал, 5 епизода
- 1990 Sözde Kizlar
- 1990 Fatih Harbiye – ТВ сериал
- 2005 Cumbadan rumbaya – ТВ сериал, 3 епизода
- 2008 Gölge (novel)
- 2013 Двете лица на Истанбул, Fatih Harbiye – ТВ сериал
- 2017 Cingöz Recai